# Sibilla af Luxembourg
Prinsesse Sibilla af Luxembourg (født Sibilla Sandra Weiller y Torlonia den 12. juni 1968 i Neuilly-sur-Seine) er ægtefælle til prins Guillaume af Luxembourg.